# Meat Is Murder
Meat Is Murder é o segundo álbum de estúdio da banda britânica de rock The Smiths, lançado em 11 de fevereiro de 1985 pela gravadora Rough Trade. Tornou-se o único álbum de estúdio da banda a alcançar o 1º lugar na parada de álbuns do Reino Unido, onde permaneceu por treze semanas. O álbum foi um sucesso internacional, passou onze semanas na parada europeia dos 100 melhores álbuns, chegando ao 29º lugar. Também alcançou o 110º lugar da Billboard 200.

## Produção
Após o álbum de estreia da banda em 1984, Morrissey e Johnny Marr produziriam o novo álbum, auxiliados apenas pelo engenheiro de som Stephen Street, o qual conheceram na sessão de gravação do single "Heaven Knows I'm Miserable Now". Oficialmente, a produção é creditada à banda.
Para construir a paisagem sonora do álbum, Morrissey forneceu a Marr e Street suas cópias pessoais de gravações de efeitos sonoros da BBC. Morrissey continuaria essa prática em trabalhos futuros.

### Capa
A capa do álbum apresenta uma fotografia do fuzileiro naval americano Michael Wynn, no Vietnã, embora a frase em seu capacete tenha sido mudada de "Make War Not Love" (Faça guerra, não amor) para "Meat Is Murder" (Carne é assassinato). A imagem original foi usada para o documentário In the Year of the Pig de Emile de Antonio. Wynn afirmou mais tarde que nunca foi solicitada sua permissão para o uso da foto e que "não estava muito feliz" que a frase no capacete foi alterada.

## Composição
Meat Is Murder foi mais estridente e político do que seu antecessor, incluindo a faixa-título pró-vegetarianismo e a crítica à punição corporal no ambiente escolar em "The Headmaster Ritual". Musicalmente, a banda se tornou mais aventureira, com Marr e Andy Rourke canalizando influências do rockabilly e do funk em "Rusholme Ruffians" e "Barbarism Begins at Home". "Rusholme Ruffians" interpola a música "Fourteen Again" de Victoria Wood. O autor John King sugeriu que a faixa-título foi inspirada na canção de 1983 "Meat Means Murder" da banda anarcopunk Conflict, que trata do mesmo tema e também abre em um ritmo lento.
Morrissey também trouxe uma postura política para muitas de suas entrevistas. Era comum suas críticas ao governo de Margaret Thatcher, à monarquia e ao seus contemporâneos musicais. Quando perguntado sobre o Live Aid, que estava sendo fortemente promovido na mídia do Reino Unido na época, ele brincou: "Pode-se ter grande preocupação com o povo da Etiópia, mas outra coisa é infligir tortura diária ao povo da Inglaterra". Da mesma forma, ele começou a promover o vegetarianismo em programas ao vivo e entrevistas, em uma ocasião convencendo um programa de TV escocês a transmitir imagens de abatedouros durante a hora do jantar.

## Legado
Em 2003, Meat Is Murder foi classificado em 295° na lista dos "500 Maiores Álbuns de Todos os Tempos" da revista Rolling Stone, e 296° em uma revisão de 2012. O álbum também foi incluído no livro 1001 Albums You Must Hear Before You Die.

## Faixas

### Versão inglesa
Lado A
Todas as letras escritas por Morrissey, todas as músicas compostas por Johnny Marr.
| N.º | Título                          | Duração |  |
| 1.  | "The Headmaster Ritual"         | 4:52    |  |
| 2.  | "Rusholme Ruffians"             | 4:20    |  |
| 3.  | "I Want the One I Can't Have"   | 3:14    |  |
| 4.  | "What She Said"                 | 2:42    |  |
| 5.  | "That Joke Isn't Funny Anymore" | 4:59    |  |

Lado B
| N.º | Título                     | Duração |  |
| 1.  | "Nowhere Fast"             | 2:37    |  |
| 2.  | "Well I Wonder"            | 4:00    |  |
| 3.  | "Barbarism Begins at Home" | 6:57    |  |
| 4.  | "Meat Is Murder"           | 6:06    |  |

### Versão norte-americana
Lado A
| N.º | Título                          | Duração |  |
| 1.  | "The Headmaster Ritual"         | 4:52    |  |
| 2.  | "Rusholme Ruffians"             | 4:20    |  |
| 3.  | "I Want the One I Can't Have"   | 3:14    |  |
| 4.  | "What She Said"                 | 2:42    |  |
| 5.  | "That Joke Isn't Funny Anymore" | 4:59    |  |

Lado B
| N.º | Título                     | Duração |  |
| 1.  | "How Soon Is Now?"         | 6:44    |  |
| 2.  | "Nowhere Fast"             | 2:37    |  |
| 3.  | "Well I Wonder"            | 4:00    |  |
| 4.  | "Barbarism Begins at Home" | 6:57    |  |
| 5.  | "Meat Is Murder"           | 6:06    |  |

## Ficha técnica
The Smiths
- Morrissey – vocais
- Johnny Marr – guitarra, piano, guitarra slide (em "That Joke Isn't Funny Anymore"), efeitos sonoros (em "Well I Wonder")
- Andy Rourke – baixo
- Mike Joyce – bateria, tamborim

Produção
- The Smiths – produção
- Stephen Street – engenharia de áudio, efeitos sonoros (em "Rusholme Ruffians", "I Want the One I Can't Have" e "Meat Is Murder")
- Tim Young – masterização

## Paradas
| Paradas (1985)                    | Melhor posição |
| --------------------------------- | -------------- |
| Austrália (Kent Music Report)     | 58             |
| European Top 100 Albums           | 29             |
| Canadá (RPM)                      | 40             |
| Países Baixos (MegaCharts)        | 39             |
| Alemanha (GfK)                    | 45             |
| Nova Zelândia (Recorded Music NZ) | 13             |
| Suécia (STL)                      | 27             |
| Reino Unido (OCC)                 | 1              |
| Estados Unidos (Billboard 200)    | 110            |

## Certificações
| Região            | Certificações | Vendas  |
| ----------------- | ------------- | ------- |
| Reino Unido (BPI) | Ouro          | 100,000 |
| Estados Unidos    | —             | 245,385 |